# ヘルシー太郎
ヘルシー 太郎（ヘルシー たろう）は日本の男性声優。主にアダルトゲームに声をあてている。

## 出演作品
太字は主役又は主要キャラクター。

### PCゲーム
- おねだりシェアメイト（磯崎亮介[1]）
- ガジェット（野中卓也）
  - ガジェット ファンディスク
- 輝光翼戦記 天空のユミナ（緋ノ宮黎[2]）
- 輝光翼戦記 天空のユミナFD -ForeverDreams-（緋ノ宮黎[3]）
- キスと魔王と紅茶 〜Kiss×Lord×Darjeeling〜（所十[4]）
- クロノベルト（アッシュ・ガープリング）
- 群青の空を越えて（金村慎也、予備生徒、教官、パイロット）
- コイビト遊戯（芳賀伊吹[5]）
- さくらさくら（吉岡正志[6]）
  - さくらさくらFESTIVAL![7]
- 狩霊士〜退魔は一日にして成らず〜 あなざ〜（安堂英至）
- 斬魔大聖デモンベイン（大十字九郎[8]）
- 世界を征服するための、3つの方法（ラスティ・ルーアン♂）
- 相州戦神館學園 八命陣（甘粕正彦)
  - 相州戦神館學園 万仙陣
- Soul Link（相澤秀平）
  - Soul Link ULTIMATE
- ダイヤミック・デイズ（篠山 誠二郎[9]）
- D.C.II 〜ダ・カーポII〜（小日向慎、天枷博士、DJ）
  - D.C.II Spring Celebration 〜ダ・カーポII〜 スプリング セレブレイション（小日向慎）
  - D.C.II Fall in Love 〜ダ・カーポII〜 フォーリンラブ（小日向慎）
- 超昂閃忍ハルカ（大蛇丸）
- 夏空カナタ（六角五郎[10]）
- はじよめ 幼な妻おしおきアドベンチャー（南条光輝）
- はぴねす!（上条信哉[11]）
  - はぴねす! りらっくす[12]
- Bullet Butlers（アッシュ・ガープリング[13]）
- 姫さま凛々しく!（シュライハル[14]）
- PYGMALION〜ピグマリオン〜（ミゲル・トスカーナ）
- FANATICA〜ファナティカ〜（霜波）
- Figurehead（カルマン）
- Pretty flap〜チョコレートテイスト〜（相羽直樹[15]）
  - Pretty flap〜ショコラテイスト〜[16]
- ぷり・プリ〜PRINCE×PRINCE〜（カッツェ[17]）
- Princess Frontier（アロンゾ・トリスタン[18]）
- 星の王女〜光のつばさ〜（新川透太[19]）
- 魔王を征服するための、666の方法（ラスティ・ルーアン♂[20]）
- 真剣で私に恋しなさい!（野党幹事長（蘇我梅雪））
- 真剣で私に恋しなさい!S（大和の父[21]（直江景清））
- みらくるのーとん 只今増量中!!（五井[22]）
  - みらくるのーとん 願いを打ちこんで！[23]
- Laughter Land（トマ）
- 勇者からは逃げられない!（サガ[24]）

### コンシューマー
- D.C.II P.S. 〜ダ・カーポII〜 プラスシチュエーション（小日向慎、天枷博士、DJ）

### ドラマCD
- 相州戦神館學園 ドラマCD 「相州戦神館學園誅仙陣」(甘粕正彦）
- ぱすてるチャイムContinue 〜IFの卒業旅行〜（薙原ユウキ） ※ドラマCDのみ出演
- Pretty flap 〜ハッピィバースデー〜（相羽直樹[25]）
- ゆのはな ドラマCD Vol.1 - 2（草津拓也[26][27]） ※ドラマCDのみ出演

### BLCD
- Si-Nis-Kanto ドラマCD Another Story Vol.4-6　(エイブラハム)
- 絶対服従命令 ドラマCD 「ピアニストを堕とせ！」（ミハイル）
- みらくるのーとん 只今増量中!! シリーズ（五井）
  - みらくるのーとん 只今増量中!! WINTER☆SPECIAL[28]
  - みらくるのーとん 只今増量中!! SUMMER☆GIFT[28]
  - みらくるのーとん 只今増量中!! WINTER☆GIFT[28]
- Laughter Land ハイグルコート（トマ[29]）

### シチュエーションドラマCD
- ヤな奴。〜同僚・灰島編〜（灰島忠俊）